# 秦瀚
秦瀚（1493年—1566年），起初字會洋，號艾齋，後改字叔度，號從川，江蘇無錫人，明朝诗人。一度曾为寄畅园的实际拥有者。

## 寄畅园
秦金逝世后，寄畅园归秦瀚及其子秦梁所有。嘉靖三十九年（1560年），秦瀚修葺园居，称之为“凤谷山庄”。再之后，该园归属于秦燿。

## 家族
明朝户部尚书秦金之侄，南京都察院都事秦镗之子，江西布政使秦梁之父，河南道監察御史秦鏞之高祖父，兵部主事秦汧之五世祖父。

## 墓葬
秦瀚过世后葬于大浮秦氏墓群，位于江苏省无锡市滨湖区大浮镇羊岐村，现为江苏省文物保护单位。